# Ideobisium puertoricense puertoricense
Ideobisium puertoricense puertoricense es una subespecie de arácnido del orden Pseudoscorpionida de la familia Syarinidae.

## Distribución geográfica
Se encuentra en República Dominicana y Puerto Rico.